# 2008년 하계 올림픽 핸드볼
2008년 하계 올림픽의 핸드볼은 8월 9일부터 8월 24일까지 중화인민공화국의 베이징 국립실내체육관에서 열렸다.
남자부에서는 프랑스가 아이슬란드를 23 : 28으로 누르고 금메달을 차지하였고, 여자부에서는 노르웨이가 러시아를 34 : 27로 이기며 금메달을 차지하였다.

## 참가국

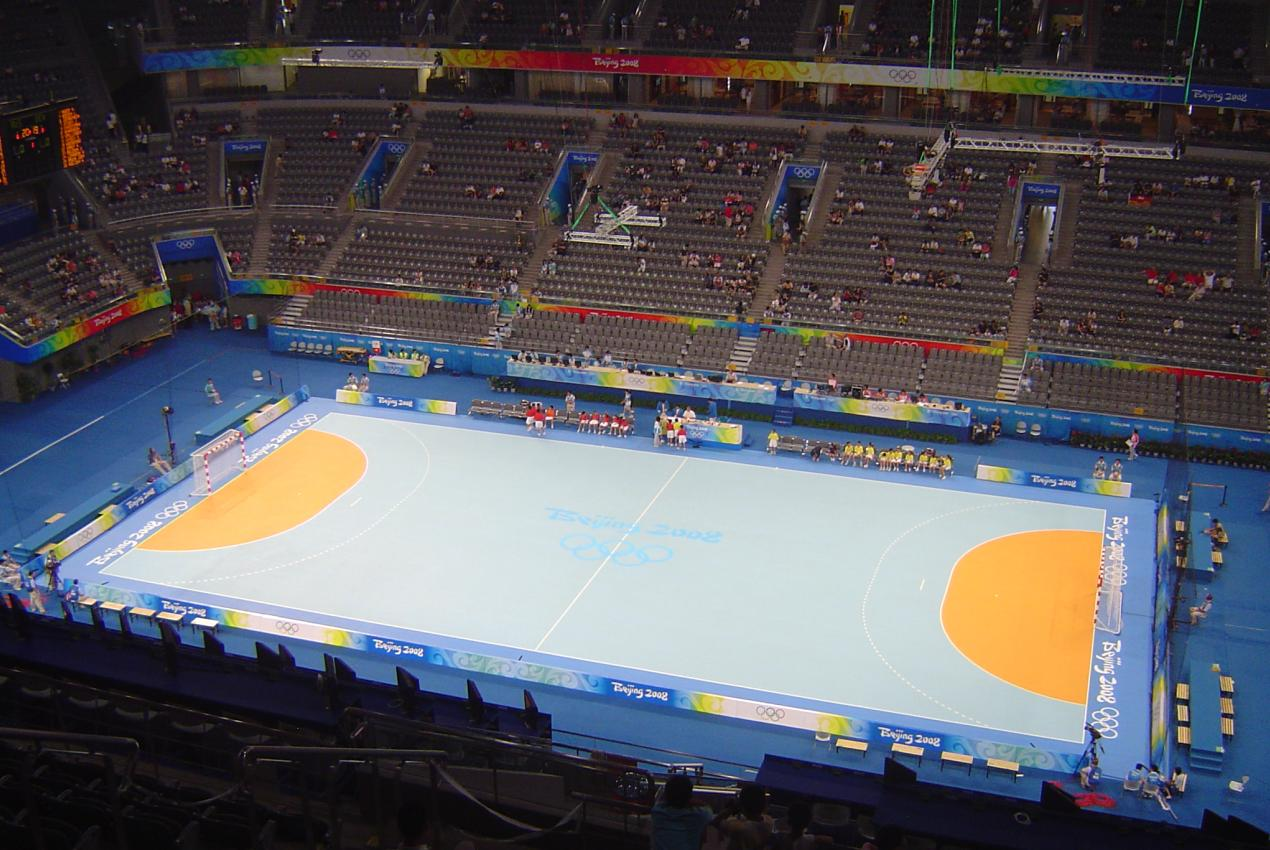
핸드볼 경기가 열린 베이징 국립 실내 체육관

### 남자
| A조 - 브라질 - 중화인민공화국 - 크로아티아 - 프랑스 - 폴란드 - 스페인 |  | B조 - 덴마크 - 이집트 - 독일 - 아이슬란드 - 러시아 - 대한민국 |

#### 메달
| 종목          | 금     | 은         | 동     |
| ------------- | ------ | ---------- | ------ |
| 남자부 핸드볼 | 프랑스 | 아이슬란드 | 스페인 |

### 여자
| A조 - 앙골라 - 중화인민공화국 - 프랑스 - 카자흐스탄 - 노르웨이 - 루마니아 |  | B조 - 브라질 - 독일 - 헝가리 - 러시아 - 대한민국 - 스웨덴 |

#### 메달
| 종목          | 금       | 은     | 동       |
| ------------- | -------- | ------ | -------- |
| 여자부 핸드볼 | 노르웨이 | 러시아 | 대한민국 |